# Fotorivelatore

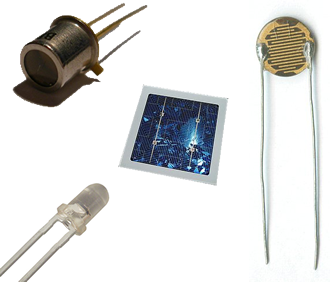
Alcuni esempi di sensori ottici

Un fotorivelatore è un dispositivo in grado di rivelare la radiazione elettromagnetica, fornendo in uscita un segnale avente un'intensità di corrente o una differenza di potenziale proporzionale all'intensità della radiazione rilevata.

## Tipologie e utilizzo

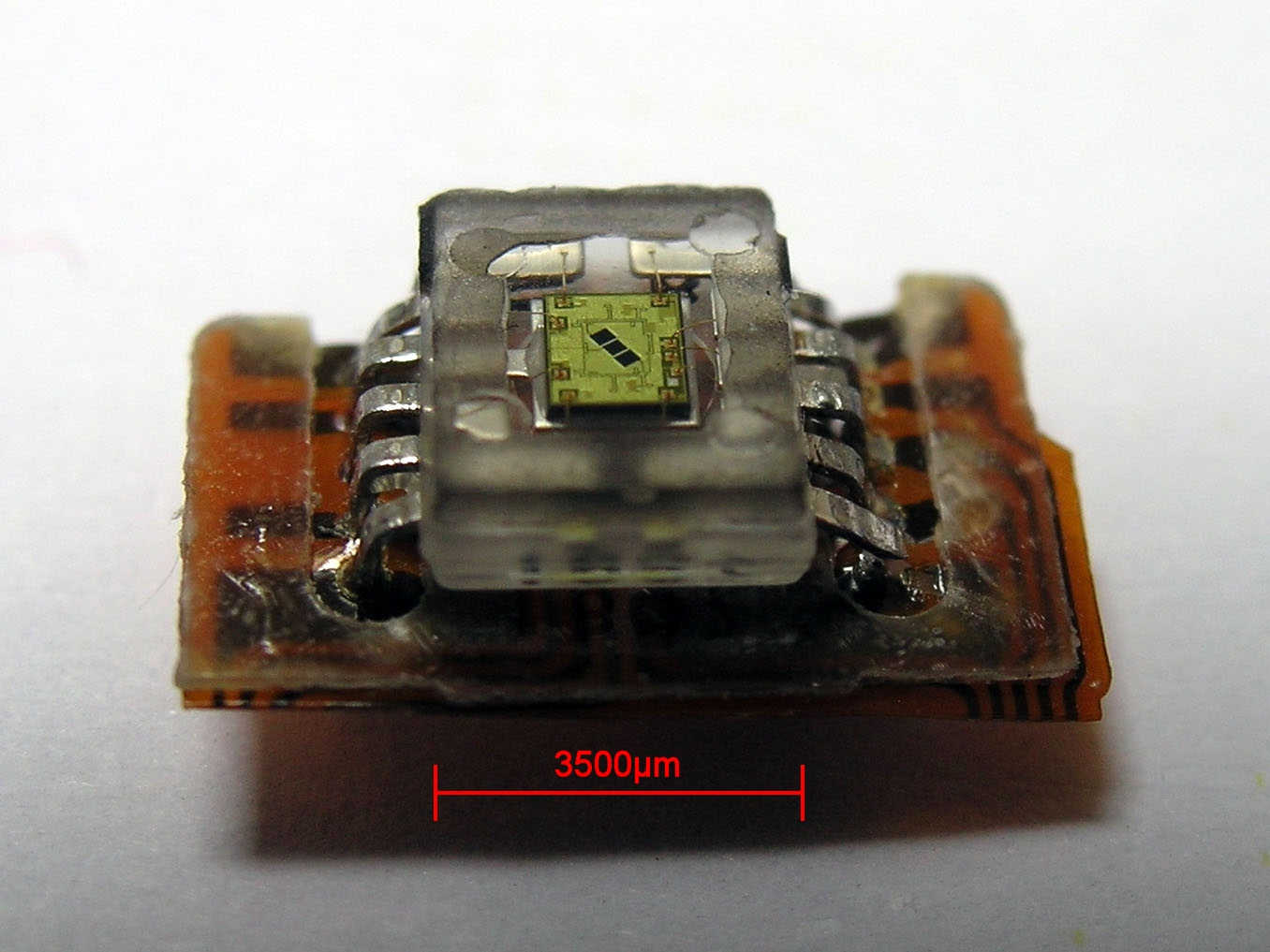
Un fotorivelatore per CD-ROM contenente 3 fotodiodi

Esistono tipi diversi di fotorivelatore, realizzati in base a diversi effetti di interazione tra la radiazione e la materia. In particolare possono differire per la porzione di spettro elettromagnetico che sono in grado di rilevare, e per l'intensità luminosa minima che riescono a misurare (alcuni sono in grado di rilevare i singoli fotoni).
Questi dispositivi sono indicati anche con il termine fotocellula.
Le applicazioni di questi dispositivi sono molteplici. Vanno dai dispositivi d'allarme agli automatismi per cancelli o porte, inoltre i cronometri di molte discipline sportive sono collegati a fotocellule. Le cellule fotoelettriche possono comandare l'accensione di lampade a seconda della luminosità presente, negli anni 60 alcuni costruttori di televisori tra i quali CGE, impiegavano una fotocellula per adeguare la luminosità dell'immagine in bianco e nero, alla luminosità dell'ambiente.
Inoltre sono utilizzati in ogni campo in cui sia necessario misurare l'intensità luminosa, ad esempio nella spettroscopia o nella fotometria, e nella fotografia.

## Tipi di fotorivelatori
Fotorivelatori basati sull'effetto fotoelettrico o effetto fotovoltaico:
- basati su semiconduttore: 
  - fotoresistenza: basato sulle cariche fotogenerate (cioè sugli elettroni eccitati dalla luce incidente dalla banda di valenza alla banda di conduzione) in un semiconduttore
  - fotodiodo: basato sulle cariche fotogenerate in una giunzione p-n
  - cella fotovoltaica: simile ad un fotodiodo, ma non deve essere polarizzata per funzionare
  - fototransistor: simile ad un fotodiodo, ma con amplificazione del segnale
  - sensore di immagini (sensori digitali): circuiti integrati basati su cariche fotogenerate in un semiconduttore di tipo Charge Coupled Device (CCD), Charge Injection Device (CID) e CMOS, che permette di ricostruire un'immagine ottica
- basati su tubi a vuoto: 
  - fototubo: la luce provoca l'emissione di elettroni da un catodo in un tubo a vuoto
  - fotomoltiplicatore: simile ad un fototubo, ma con un'amplificazione degli elettroni emessi (dinodo)

Fotorivelatori basati su effetti termici:
- bolometro: misura dell'aumento di temperatura dovuto alla luce tramite una termoresistenza
- cella di Golay: misura l'intensità di luce dall'aumento della pressione di un gas dovuto al riscaldamento per irraggiamento
- rivelatore piroelettrico: sfrutta la piroelettricità

## Caratteristiche dei fotorivelatori
Indipendentemente dal principio di funzionamento, tutti i fotorivelatori sono caratterizzati da alcune quantità:
- l'intervallo di lunghezze d'onda in cui il rivelatore funziona
- la responsività, cioè il rapporto tra la fotocorrente e la potenza ottica incidente; nei rivelatori basati sull'effetto fotoelettrico si considera anche l'efficienza quantica, cioè il numero di cariche generate per fotone incidente
- il rapporto segnale/rumore e l'intensità minima rivelabile
- la velocità di risposta